# 존 브래드스트리트
존 브래드스트리트 소장(John Bradstreet), 출생시 장 - 밥티스트 브래드스트리트(Jean-Baptiste Bradstreet, 1714년 12월 21일 - 1774년 9월 25일)는 조지 왕 전쟁, 프렌치 인디언 전쟁 그리고 폰티액 전쟁 때의 영국군 장교였다. 그는 노바스코샤주 아나폴리스 로얄에서 영국 육군 중위와 아카디아인 어머니 사이에서 태어났다. 그는 또한 뉴펀들랜드의 제독으로 복무하기도 했다.

## 생애
장-밥티스트 브래드스트리트는 Agathe de Saint Etienne de La Tour와 그녀의 첫 남편 에드워드 브래드스트리트의 아들이었다. 그가 청교도 사이먼 브래드스트리트와 관련이 있는지 여부는 알려지지 않았다.

## 병역
그는 아카디아인 어머니의 영향력을 통해 그는 1735년에 영국 정규군으로 받아 들여졌다. 브래드스트리트의 초기 병역은 노바스코샤에서 주둔하는 제40 보병연대였다. 그 기간 동안 그는 아카디아 혈통을 활용하여 루이부르에서 프랑스인들과 교역을 하는 일을 담당했다. 젊은 장교일 때 그는 칸소에 주둔했다. 조지 왕 전쟁 당시 그는 프랑스군의 칸소 습격 때 포로로 잡혔다가 1년 만에 석방되었다. 억류기간 동안 브래드스트리트는 루이부르를 공략할 계획을 수립했다. 그러나 이 계획이 실행되었는지 여부와 그가 원정대 지휘권을 받지 못했다는 당혹스러움에 대해서는 분명하지 않다. 그러나 브래드스트리트는 제1 매사추세츠 연대의 중령으로 위원회를 수락하고 1745년 포위 공격을 당한 루이부르에서 최종 승리에 기여했다.

### 프렌치 인디언 전쟁
1755년에, 당시 대위였던 브래드스트리트는 주지사 윌리엄 셜리의 부관 참모로 임명되었다. 1756년에 그는 물품으로 오스위고 요새에 보급을 담당하는 구원 분견대를 이끌었다. 귀환하는 길에 그는 프랑스군과 인디언들에 의해 공격 받았다. 그는 살아났지만, 오스위고 요새의 취약한 점을 셜리 주지사와 라우던 경에게 경고한 것은 계속되는 권력 투쟁의 한가운 속에서 대부분 무시당했다. 이후 프랑스군은 오스위고를 점령하고 불태웠다. 1757년 봄, 보스턴에서 실패로 끝난 라우던 경의 루이부르 원정을 위해 보급 물자를 모았으며, 핼리팩스에 있었던 8월에는 그는 공격이 연기되어서는 안 된다고 생각하는 사람들 중에 있었다. 1757년 12월 27일, 그는 중령으로 임명되었다. 1758년에 그는 카리용 요새에 대한 공격에 참여하여 조지 하우 장군의 사망 이후에 돌격대를 이끌었다. 전투는 재앙으로 끝났고, 브래드스트리트는 퇴각을 시도했는데, 그것이 혼란스러운 패배로 바뀌었다. 타이컨더로가를 점령하는데 실패한 후에, 브래드스트리트는 즉각 온타리오호의 프랑스군의 핵심 보급기지인 프롱트낵 요새를 공략하자는 아이디어를 제안했다. 브래드스트리트의 제안은 영국 작전참모의 승인을 얻어 3천명의 군대가 작전을 수행했다. 브래드스트리트는 8월 21일 온타리오 호에 도착했으며 4일 후 요새가 시야에 들어왔고, 27일에 항복을 받았다. 기지를 약탈하고, 불태워 철저하게 망가뜨린 후, 브래드스트리트의 군대는 영국군 지역으로 후퇴했다. 이 공격으로 프랑스군은 오대호에서 (적어도 일시적으로나마) 병참선을 상실했다. 북미 지역의 새로운 영국군 사령관인 제프리 애머스트 휘하에서 브래드스트리트는 올버니에서 병참참모장 보좌관으로 재직했으며 전쟁이 끝날 때까지 이 직위를 유지했다. 전쟁 끝난 후 그는 중령으로 임명되었고 1764년에는 폰티액 반란의 발발로 1,400명의 군대를 이끌고 디트로이트 요새를 강화하라는 명령을 받았다. 브래드스트리트의 상사들은 그가 마지막 작전을 잘못 수행했다고 여겼다. 독립적인 평화 조약 협상을 시도하여 월권행위를 했으며, 원주민에 대해 공격적으로 행동하지 못했다고 생각했다. 이로 인해 그의 군사적 평판은 이후 심하게 바랬지만, 그는 1772년 5월 25일 영국군 소령으로 승진했다.

## 운송
브래드스트리트는 종종 영국군에 근무하는 무장한 보트맨 부대를 조직하여 뉴욕 북부와 오대호의 내륙 수로를 따라 보급품과 군대를 이동시킨 일로 종종 기억되고 있다. 그는 상당한 물류 업적을 세웠다. 1756년부터 군대를 훈련하여 수천의 병력을 키웠다. 수십 개의 중대를 조직하여 강배와 고래잡이 어선을 이용해 멀리 있는 육군의 전초 기지에 보급을 함으로써 영국이 식민지 북서부에서 전쟁을 수행하는데 필요한 수천 톤의 보급물자와 장비를 수송했다. 또한 때로는 ‘보트 사병’이라는 전투원이 전투 작전에 참여했으며, 브래드스트리트가 가장 이름을 남긴 1758년 프롱트낵 요새와 카리용 요새를 공격하는데도 참여를 시켰다.
브래드스트리트는 1774년 9월 25일 뉴욕시에서 사망했다. 그는 이름이 같은 사촌의 미망인과 결혼하여 두 자녀를 두고 있었다.

## 참고 문헌
- William G. Godfrey. Pursuit of Profit and Preferment in Colonial North America: John Bradstreet's Quest. Wilfrid Laurier Univ. Press, 1982
- Godfrey, W. G. (1979). 〈Bradstreet, John〉.   Halpenny, Francess G. 《캐나다 인명사전》. IV (1771–1800) 온라인판. 토론토 대학교 출판부.
- John Bradstreet. Louisbourg Journal, 1745